# Suillellus queletii
Suillellus queletii (Schulzer) Vizzini, Simonini & Gelardi, 2014 è un fungo appartenente alla famiglia delle Boletaceae.

## Descrizione della specie
Cappello 

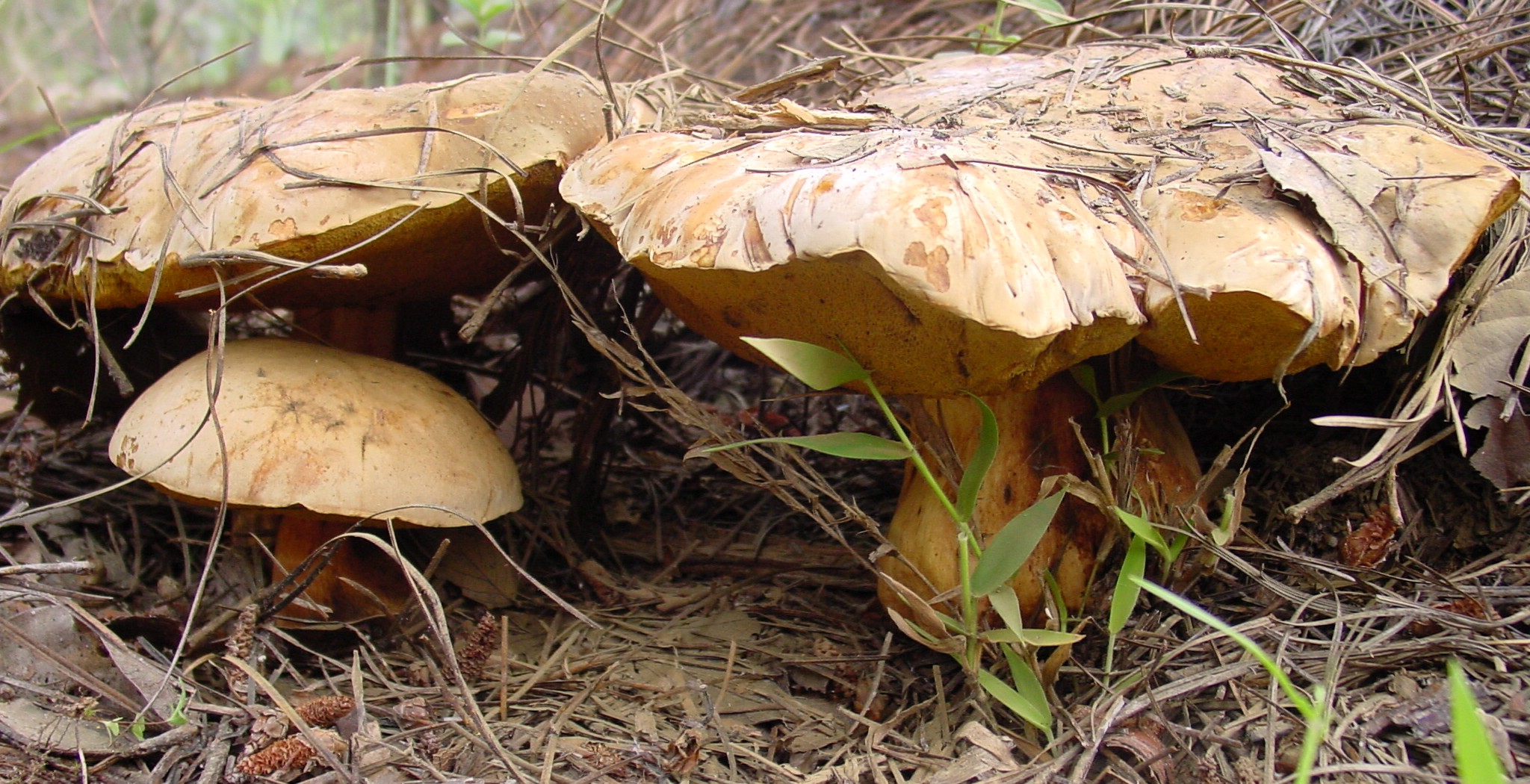
Suillellus queletii

5-15 cm, prima emisferico poi convesso, asciutto e leggermente vellutato, di colore variabile, arancione, rosso mattone, giallo-cromo, ocraceo, sovente più chiaro al margine.
 Pori 
Piccoli, rotondi, arancioni con tonalità rosse porporine, più chiari, gialli, verso il bordo, immediatamente viranti al blu al tocco.
 Tubuli 
Adnato-sinuati, da gialli a giallo-verdognoli poi oliva. Viranti al blu.
 Gambo 
5-15 x 1,5-4 cm, pieno, sodo, più o meno claviforme o fusiforme con la base leggermente radicante, rosso barbabietola in basso anche in sezione, privo di reticolature, sfumato verso il giallo in alto, finemente granulato al centro dove talvolta presenta sfumature verdastre.
 Carne 
Gialla, soda da giovane, molle in maturità, rossa al piede, virante all'azzurro all'aria per poi divenire grigiastra.
- Odore: acidulo e fruttato.
- Sapore: dolce con retrogusto amarognolo.

 Spore 
12-16 x 5-6,5 µm, amiloidi, fusiformi, lisce, con guttule interne, bruno olivastre in massa

## Habitat
Si trova sotto latifoglie preferibilmente su terreno calcareo ai margini delle radure, in luoghi erbosi e soleggiati, da fine primavera all'autunno.

## Commestibilità
Commestibile. Da consumarsi ben cotto e tagliato a pezzi o fette per almeno 20 minuti, in quanto contiene sostanze tossiche termolabili. Per maggior prudenza si può prebollire a pezzi per 30 minuti, gettando l'acqua di cottura.
Di qualità inferiore rispetto alle specie affini Boletus erythropus e Boletus luridus.

## Caratteristiche distintive
Si distingue dai boleti similari per i pori mai colorati di rosso vivo, per il gambo, privo di reticolo e granulato di arancio-rossastro, e soprattutto per la colorazione rosso vinosa alla base del gambo, che si evidenzia anche al taglio e non è presente negli altri boleti a pori rossi. Le varietà lateritius, dal cappello rosso mattone e rubicundus,  pigmentato decisamente di rosso, in passato elencate a parte, sono oggi inglobate a tutti gli effetti nella denominazione Suillellus queletii. 

## Etimologia
Di Quélet, dedicato al micologo Quélet

## Curiosità
Questo fungo fu studiato separatamente dai micologi Quélet e Schulzer nel 1885 che se lo dedicarono a vicenda. Infatti Schulzer lo chiamò Boletus queletii e Quélet lo chiamò Boletus schulzeri; gli fu tuttavia attribuito il nome che gli era stato dato per primo in ordine cronologico, ovvero quello datogli da Schulzer.